# The Videos
The Videos är den första samlings-DVD:n med R&B-sångerskan Brandy. Den innehåller alla musikvideor från hennes karriär mellan 1994 och 1999. Den släpptes först som VHS i USA men sedan återutgiven som DVD år 2000. DVD:n släpptes i Tyskland 2005.

## Innehållsförteckning
1. Baby
2. Brokenhearted (Soulpower Mix feat. Wanya Morris)
3. I Wanna Be Down
4. Have You Ever?
5. Sittin' Up in My Room
6. Best Friend
7. The Boy Is Mine (Duet with Monica)
8. Almost Doesn't Count
9. Top of the World (feat. Ma$e)
10. I Wanna Be Down (Remix feat. Queen Latifah, Yo-Yo, and MC Lyte)
11. U Don't Know Me (Like U Used To)